# José Paulino Ríos Reynoso
José Paulino Ríos Reynoso (* 4. Oktober 1944 in Imperial) ist emeritierter Erzbischof von Arequipa.

## Leben
José Paulino Ríos Reynoso empfing am 5. Juni 1971 die Priesterweihe.
Papst Johannes Paul II. ernannte ihn am 2. Dezember 1995 zum Erzbischof von Huancayo und spendete ihm am 6. Januar 1996 die Bischofsweihe; Mitkonsekratoren waren die Kurienerzbischöfe Giovanni Battista Re und Jorge María Mejía.
Am 29. November 2003 berief ihn Johannes Paul II. zum Erzbischof von Arequipa. Papst Benedikt XVI. nahm am 21. Oktober 2006 sein Rücktrittsgesuch an.